# Dana Fabini
Dana Fabini (* 1963 in Cluj-Napoca) ist eine rumänische Konzeptkünstlerin.

## Werdegang
Fabini studierte von 1983 bis 1987 am Institutul de Arte Plastice – heute Universitatea de Artă şi Design / Universität für Kunst und Design Cluj-Napoca. Seit 1987 künstlerische Tätigkeit und seit 1990 akademische Lehrerfahrung u. a. an der Universität für Kunst und Design Cluj-Napoca, an der Universität zu Köln und an der Babeș-Bolyai-Universität Cluj. Promotionsstudien im Fach Psychologie und im Fach Visuelle Künste. 2005 promovierte sie in Visuellen Künsten mit einer Arbeit über die künstlerische Kreativität und die Beziehungen zur Kunsttherapie. 2021 schloss sie ihre Habilitation mit dem Titel Forschung und Praxis in Kunst, Kunstpädagogik und Kunsttherapie ab. Seit 2022 ist sie Universitätsprofessorin an der Universität für Kunst und Design in Cluj Napoca.
Persönlich erlebte Erfahrungen wie die Diktatur und die Wende zur Demokratie in Rumänien, der Status der Frau in der Gesellschaft, die Integration in Deutschland und der interkulturelle Dialog spiegeln sich meditativ in ihren künstlerischen Themen. Sie ist Mitglied u. a. im Literatur Forum Südwest und in der GEDOK Deutschland. Sie lebt in Rumänien und in Deutschland.

## Künstlerisches Werk
Kern und Merkmal in ihrem Werk ist eine „visuelle Linguistik“. Sie verbindet eigene dichterische Texte und Bilder zu einer Einheit (siehe auch visuelle Poesie). Sie verwendet klassische und digitale Techniken, Performance, Sound- und Bildinstallationen. „Entscheidend ist nämlich nicht die Methode an sich, sondern die kreative Auseinandersetzung mit dem Ausgangsmaterial und dessen Transformation.“ (Donatella Chiancone-Schneider) 2010 entsteht das Gesamtkonzept Bibliotheca Diotima, das ihre künstlerische und feministische Stellung spiegelt.
Aus einem zeitgenössischen Blickwinkel reflektiert sie über das Kunstverständnis z. B. in #100Dada (Videoanimation, 2016) und Ce este arta / Was ist Kunst (Textbild, 2011). Die feministische Haltung drückt sie in intellektueller Form u. a. in Waiting Room: Loneliness (Kurzfilm, 2017) oder Der Faden der Ariadne (Printinstallation, 2015) aus.
Sie experimentiert mit der Wahrnehmung realer und fiktiver Orte und gestaltet Serien wie Grădini abandonate (Verlassene Gärten) (Fotografie, Text, Collage auf handgeschöpftem Papier, 1999–2005).
Sie transzendiert poetisch das Alltägliche in Briefe mit Träumen (work in progress seit 2000) und gestaltet daraus in Selbstauflage Künstlerbücher und Editionen, die Kunst und Meditation verbinden.
Sie versteht die Wirkung der Kunst bezogen auf das „Gegenüber“ und ihre Arbeit übernimmt oft die Form eines intuitiven Dialogs zu existentiellen Themen.
Sie erweitert diesen Dialog von Poesie zu Aktion und konzipiert 2016 die interaktiv-performative Kunstplattform Dialog in Agora. In diesem Rahmen koordiniert sie interkulturelle Projekte über Themen wie die künstlerische Kreativität zwischen Elite und Demokratisierung der Kunst, Kunst in Zeiten der Globalisierung, Tradition und Innovation in den künstlerischen Medien. Umfangreiche Projekte: 2016–2017 Zeitgenössische Archäologie und 2018–2020 Kosmopolit(ismus).

## Ausstellungen und Darbietungen (Auswahl)
Seit dem Beginn ihrer Karriere stellt sie in Museen und Kunsthallen aus. Beispiele: Biennale Atelier 35 im Museum für Moderne und Zeitgenössische Kunst Galați und im Kunstzentrum Baia Mare 1988, Annual International Miniature Exhibition Del Bello Gallery Toronto 1990, Kunstfestival Stare fără titlu (Zustand ohne Titel) im Kunstmuseum (Barockpalast) Timișoara 1991.
Sie erhielt 1992 den kollektiven Jugendpreis UAP (Künstlerberufsverband Rumäniens) für die Gruppenausstellung Ecce Homo, die in den Galerien in Cluj und Bukarest präsentiert wurde. 1993 eröffnete sie ihre erste große Einzelausstellung in der Galeria Mare Cluj UAP und erhielt ein Stipendium an der Real Academia de Bellas Artes de San Fernando in Madrid. Sie nimmt an Ausstellungen teil, die im Kunstmuseum (Bánffy-Palast) Cluj Napoca organisiert werden, wie beispielsweise Academia 70 im Jahr 1996 oder Liber studiorum im Jahr 2000.
Andere wichtige Ausstellungen sind:
Medium AnnArt 5 Contemporary Art Festival im Szekler National Museum Sfântu Gheorghe 1994, die Gruppenausstellung Nemzeti paradicsom (Nationales Paradies) im Balassi-Institut Bukarest 1996, die Einzelausstellung Grǎdini abandonate (Verlassene Gärten) an der Universität für Kunst und Design Cluj-Napoca Casa Matei Corvin 2005, Dreispung Triplu Salt Troskok internationales Kunstprojekt im Künstlerforum Bonn 2008 und Duo-Performance mit Nicolas Simion als special guests an der 2. Internationalen Keramik Biennale Cluj 2015. Sie nimmt 2016–2020 am Internationalen Video und Performance Event Blaue Stunde in Köln und 2018–2019 an den GEDOK Projekten 100 Jahre Frauenwahlrecht in mehreren Städten in Deutschland teil. Sie ist anlässlich der 4. Internationalen Keramik Biennale Cluj 2019 zu einer Einzelausstellung im Nationalmuseum der Geschichte Siebenbürgens eingeladen.
Zu ihren persönlichen Auftritten gehören u. a. Dada Labyrinth in Rumänische Bibliothek (Freiburg im Breisgau) 2016, Waiting Room: Loneliness im Kunstmuseum (Bánffy-Palast) Cluj Napoca 2017, Tête-à-tête in der Galerie Galateea Contemporary Art Bukarest im Jahr 2018, Utopie cu maestrul (Utopie mit dem Meister) im Kulturzentrum Schloss Mogoșoaia 2019 und viele Präsentationen wie z. B. 2019 in Berlin, Rumänisches Kulturinstitut Titu Maiorescu.

## Publikationen (Auswahl)
Als Künstlerin veröffentlicht sie im Verlag Eikon seit 2018 ihre Werke als Künstlerbuch in der Reihe: Dana Fabini Bibliotheca Diotima, Editura Eikon, Bucureşti, ISBN 978-606-711-891-9, Band 1-2 (rumänisch / deutsch).
Seit 2016 ist sie Herausgeberin der Reihe: Dialog in Agora, Editura Eikon, București, ISBN 978-606-711-556-7, Band 1-2-3 (rumänisch / deutsch).
Sie schreibt Aufsätze über künstlerische Kreativität, Kunst im Sozialen und Kunstaktion. Beispiele:
- Creativitate artistică. Relaţii între artele vizuale şi terapia prin artă (Künstlerische Kreativität. Verbindungen zwischen visuellen Künsten und Kunsttherapie), Presa Universitară Clujeană, Cluj Napoca, 2006, ISBN 973-610-468-0 (rumänisch)
- Receptarea în artele vizuale. Implicaţii în terapia prin artă (Rezeption der visuellen Künste. Anwendungen in der Kunsttherapie), Casa Cărţii de Ştiinţă, Cluj Napoca, 2006, ISBN 973-686-949-0 (rumänisch)
- Aurelia Mihai: Das ist die Stunde, in: Balkon Nr. 13/2003 Fundația Idea (Stiftung Idea) Cluj-Napoca ISSN 1454-7872
- AC/DC Projects: Schlingensief and Perjovschi in Museum Ludwig Köln, in: IDEA artă + societate (IDEA Kunst + Gesellschaft) Nr. 22/2005, Cluj Napoca, ISSN 1583-8293 (rumänisch, englisch)
- I am from no country, in: Katalog der Ausstellung Ugly Places von Bogdan Achimescu, Second Street Gallery, Charlottesville, 2005 (englisch)